# Fidel Suárez Cruz
Fidel Suárez Cruz là nông dân và nhà bất đồng chính kiến người Cuba. Ông quê ở Pinar del Rio và là thành viên của Đảng vì Nhân quyền ở Cuba (Party for Human Rights in Cuba).
Ông bị chính quyền Cuba bắt trong vụ mùa xuân đen và bị xử phạt 20 năm tù. Tổ chức Ân xá Quốc tế đã công nhận ông là một tù nhân lương tâm.